# Modin (Saràtov)
|  | No s'ha de confondre amb Modin. |

Modin (en rus: Модин) és un poble (un possiólok) de l'óblast de Saràtov, a Rússia, segons el cens del 2010 tenia 618 habitants. Pertany al districte municipal d'Ozinki.